# Prokop z Pilzna
Prokop z Pilzna (cz. Prokop z Plzně; ur. ?, zm. 1457) – czeski teolog, rektor Uniwersytetu Karola w latach 1420−1421. 

## Życiorys
W 1408 uzyskał tytuł magistra na Uniwersytecie Karola w Pradze. Początkowo był bliskim współpracownikiem Jana z Příbrami i wyznawał radykalne poglądy husyckie. Brał udział w debatach, broniąc pism Wiklefa. Później dołączył do grupy mistrzów uniwersyteckich związanych z ruchem utrakwistycznej szlachty, szukającej porozumienia z Kościołem katolickim. 
Po bitwie pod Lipanami zbliżył się do katolicyzmu i krytykował husyckie odchylenia, odrzucając m.in. komunię pod obiema postaciami. Brał udział w soborze w Bazylei, gdzie związał się z utrakwistami pod przywództwem Jana Rokycany. Po zakończeniu soboru żył w odosobnieniu.

## Twórczość
- Utrum simpliciter necessario multitudo ydearum prerequiritur ad multitudinem productorum[3]
- Utrum per scienciam naturalem est demonstrabile primum motorem esse bonum[3]